# 日本の服飾に関する資格一覧
日本の服飾に関する資格一覧（にほんのふくしょくにかんするしかくいちらん）は、日本国内で実施されている、服飾に関する資格試験の名称を一覧としたものである。

## 国家資格
- 【教育職員免許法】
  - 小学校教員
  - 中学校教員（家庭）
  - 高等学校教員（家庭）（家庭実習）
  - 特別支援学校教員
- 【職業能力開発促進法】
  - 職業訓練指導員
    - 洋服科
    - 織布科
    - ニット科
    - 染色科
    - 縫製科
    - 洋裁科
    - 和裁科
    - 縫製機械科
    - 織機調整科
    - 帆布製品科
    - デザイン科
    - 貴金属・宝石科

  - 技能士
    - 染色技能士
    - ニット製品製造技能士
    - 婦人子供服製造技能士
    - 紳士服製造技能士
    - 和裁技能士
    - 寝具製作技能士
    - 帆布製品製造技能士
    - 布はく縫製技能士
    - 織機調整技能士
    - 縫製機械整備技能士
    - 着付け技能士
- 【クリーニング業法】
  - クリーニング師
- 【技術士法】
  - 技術士 (繊維部門)

## 民間資格
- 色彩検定（色彩検定協会）
- カラーコーディネーター検定試験（東京商工会議所）
- 和裁検定（東京商工会議所、全国和裁着装団体連合会）
- パーソナルスタイリスト検定（パーソナルスタイリスト協会）
- 骨格診断アナリスト検定（骨格診断アナリスト協会）
- 被服製作技術検定（全国高等学校家庭科教育振興会）
- きものコンサルタント（全日本きものコンサルタント協会）
- きもの文化検定（全日本きもの振興会）
- 衣料管理士（日本衣料管理協会）
- 繊維製品品質管理士（日本衣料管理協会）
- 毛糸編物技能検定（日本編物検定協会）
- レース編物技能検定（日本編物検定協会）
- パーソナルカラリスト検定（日本カラリスト協会）
- ファッションビジネス能力検定（日本ファッション教育振興協会）
- ファッション販売能力検定（日本ファッション教育振興協会）
- ファッション色彩能力検定（日本ファッション教育振興協会）
- パターンメーキング技術検定（日本ファッション教育振興協会）
- 洋裁技術検定（日本ファッション教育振興協会）
- 和裁士（日本和裁士会）
- きものプロスペシャリスト（日本和装教育協会）
- 日本和装教育協会1級技能検定（日本和装教育協会）
- ジュエリーコーディネーター検定試験 （社団法人 日本ジュエリー協会）
- 宝石学資格 FGA、DGA （Gem-A）
- 宝石学資格 PG（プラクティカルジェモロジー） (NPO法人 宝石宝飾教育振興会)
- 宝石品質判定士 (日本宝飾クラフト学院)
- ワックスジュエリー検定（NPO法人 宝石宝飾教育振興会）
- ジュエリーデザイン画検定（NPO法人 宝石宝飾教育振興会）
- シルバージュエリー検定（NPO法人 宝石宝飾教育振興会）